# Рециркуляція готівки
Рециркуляція готівки або Замкнута система обігу готівки (англ. cash-recycling) — інноваційна технологія автоматизованого повторного використання готівки, що була прийнята від клієнтів, для видачі коштів іншим клієнтам без здійснення інкасації. Застосовується в банківському обладнанні для роботи з готівкою, зокрема в автоматичних сейфах та депозитних банкоматах з функцією ресайклінгу. Сприяє підвищенню безпеки при роботі з готівкою та економії коштів на інкасації готівки (зменшуються затрати з доставки, завантаження, перерахунку готівки).
Пілотний проект з використання ресайклінгової технології на базі пристроїв виробництва Wincor Nixdorf було проведено в Німеччині у 1997 р. банком UBS. На той момент проект не отримав подальшого розвитку з огляду на відсутність законодавчої бази, яка б регламентувала діяльність ресайклінгових систем. В подальшому запровадження ресайклінгових систем стало можливим після затвердження 18 квітня 2002 р. Європейським центральним банком постанови про використання таких систем кредитними установами.
Відповідно до прийнятих Європейським центробанком правил, уся готівка, що надходить до ресайклінгового пристрою, повинна пройти перевірку справжності та класифікуватись за 4 категоріями. При цьому подальша видача клієнтам без інкасації підлягають лише банкноти четвертої категорії, що відповідають усім без винятку ознакам справжності. Банкноти категорій 2–3 вилучаються в спеціальні касети і разом з інформаіцією про клієнта направляються в національні центробанки для додаткової перевірки. Купюри першої категорії не приймаються пристроєм і одразу повертаються клієнту.
В Україні умови Європейського центробанку не застосовуються, відповідно, підозрілі банкноти повертаються клієнту, так само як і банкноти з ознаками пошкодження та сильно зношені.

## Виробники обладнання
- De La Rue, Велика Британія
- GUNNEBO, Швеція
- KEBA, Австрія
- NCR, США
- Diebold Nixdorf, Німеччина
- GLORY, Японія
- GRG Banking, Китай
- OKI, Японія